# Ordeño

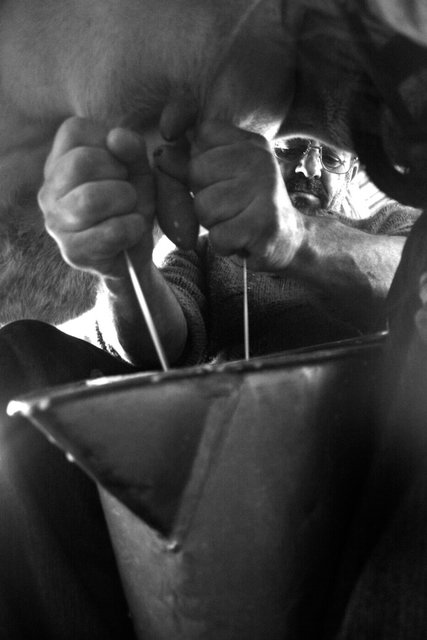
Ordeñado a mano.

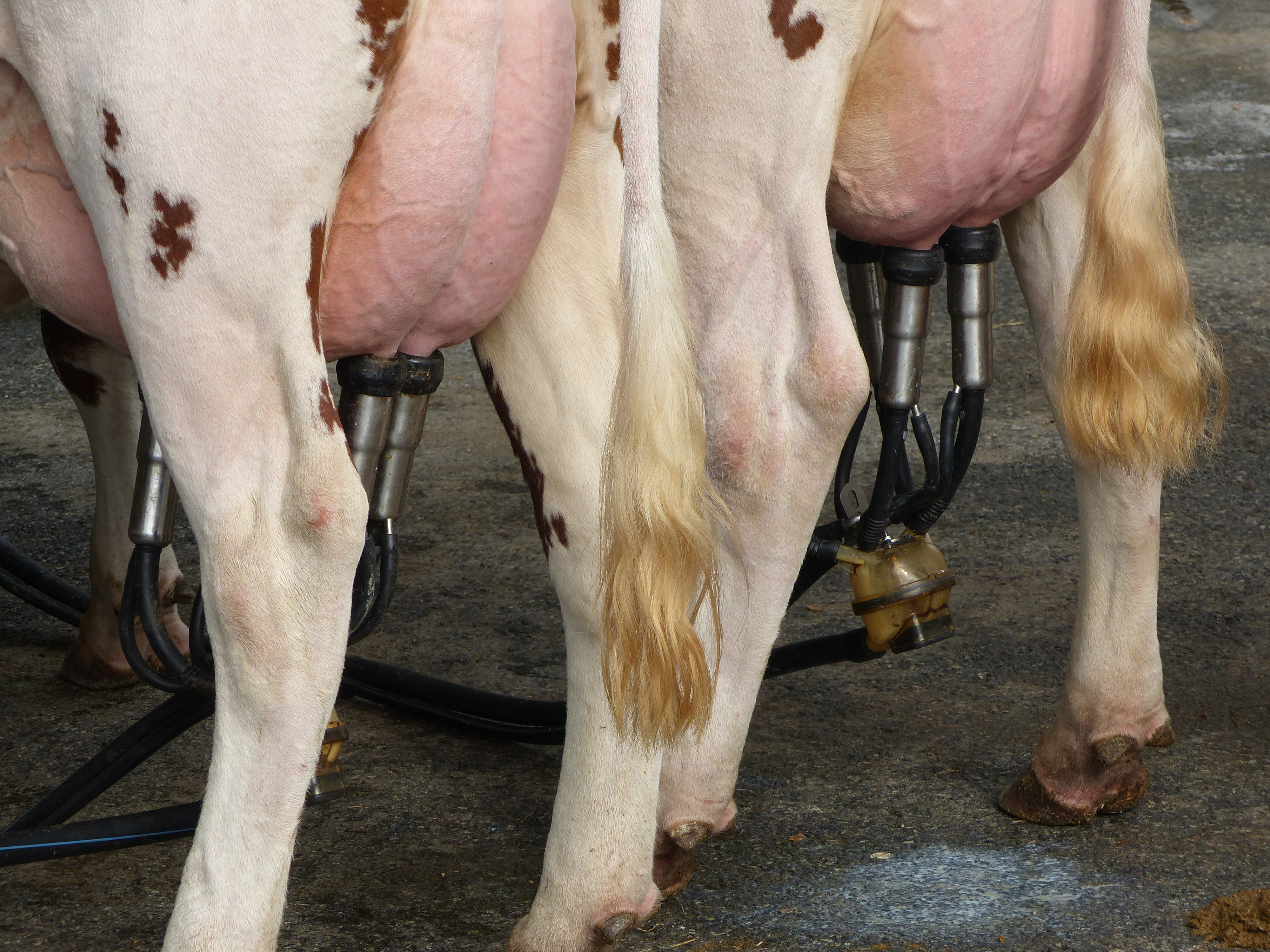
Ordeño mecánico. La fuerza de succión ejercida por las copas de ordeño las sujeta a los pezones.

El ordeño es el procedimiento de extraer la leche de las glándulas mamarias, llamadas ubre, de un mamífero, habitualmente del ganado vacuno. Se puede hacer de forma manual o mecánica y es necesario que el animal, al ser mamífero, haya tenido una cría.
El ordeño manual se lleva a cabo masajeando, presionando y tirando del pezón hacia abajo hasta que sale la leche que se recoge en un recipiente, normalmente un cubo.  
El ordeño mecánico se hace por medio de máquinas de ordeño. Las copas que se aplican a los pezones imitan la succión de la cría o el masaje y presión del operario creando un vacío. Este método permite extraer mayores cantidades que la forma manual, en menos tiempo. 
Es importante destacar que este ordeño se debe hacer de manera tranquila para la vaca, en un lugar cubierto, limpio y seco en la mayor medida por temas de sanidad del producto (leche). 
En las lecherias especializadas del trópico alto se ordeña la vaca hasta el séptimo mes de la gestación, dándole un periodo de descanso (periodo seco) de dos meses para que al tener su cría este animal reinicie su periodo de producción.  
La leche se recoge en tanques de refrigeración, a una temperatura de 4 °C para evitar el crecimiento de poblaciones microbianas.